# Der Würger vom Tower
Der Würger vom Tower ist ein deutscher Kriminalfilm, der Ende 1965 unter der Regie von Hans Mehringer überwiegend in der Schweiz sowie in London gedreht wurde. Der Filmproduzent Erwin C. Dietrich, der unter dem Pseudonym Michael Thomas auch das Drehbuch schrieb, wollte mit dem Schwarzweißfilm an den Erfolg der Edgar-Wallace-Filme anschließen. Bundesweiter Kinostart war am 2. Juni 1966.

## Handlung
Die wohlhabende Witwe Mary Wilkins wird im Fahrstuhl eines Londoner Geschäftshauses erwürgt. Dabei verschwindet auch ein vermeintlich wertvoller Parvati-Smaragd. Alle Spuren deuten darauf hin, dass es sich beim Mörder um den sogenannten Würger vom Tower, einen unbekannten Auftragskiller, handelt. Inspektor Harvey von Scotland Yard befragt zunächst Jane Wilkins, die Tochter der Ermordeten. Jane vermutet, dass es sich bei dem gestohlenen Stein um eine Kopie handelt. Aus der Zeitung erfahren auch Lady Trenton, die Kriminalschriftstellerin Grace Harrison und Harry Clifton von dem Mord.
Harrys Bruder, der dubiose Juwelier John Clifton, behauptet gegenüber der Polizei, dass lediglich Mary Wilkins, ein gewisser Sir Humphry sowie er selbst einen vergleichbaren Edelstein besitzen. Kurze Zeit später wird Jane Wilkins, in deren Besitz sich nunmehr der echte Smaragd ihrer Mutter befindet, in ein Gewölbe unter dem Tower of London entführt. Sie landet vor dem geheimen Tribunal der Brüder der ausgleichenden Gerechtigkeit. Jane wird des Raubes eines der fünf Teile des göttlichen Parvati-Smaragdes bezichtigt und in ein Verlies gesperrt. Unter Folter und in Todesangst verrät sie, dass auch Harry Clifton und Lady Trenton Eigentümer eines solchen Steines sind. Als nächster Steinbesitzer fällt Grace Harrison dem Würger zum Opfer.
Inspektor Harvey findet unterdessen heraus, dass der Parvati-Stein, der ursprünglich aus dem ehemaligen Siam stammt, von einem gewissen Dr. Livingstone von Indien nach London gebracht wurde. Es dauert nicht lange, bis noch weitere Besitzer der Smaragde ermordet werden. Es stellt sich heraus, dass Harry Clifton die Morde in Auftrag gab und Chef der Brüder der ausgleichenden Gerechtigkeit ist. Der Inspektor kann Jane aus dem Verlies retten und Clifton verhaften. Es kommt jedoch noch zu einer spektakulären Verfolgungsjagd auf der Themse, nachdem der ebenfalls in den Katakomben gefangene Professor Livingstone den Würger erschossen und die Steine an sich gerissen hat.

## Entstehungsgeschichte

### Vorgeschichte
Im Zuge der seit 1959 vom Constantin-Filmverleih vermarkteten Edgar-Wallace-Filme der Rialto Film entstanden in den 1960er Jahren zahlreiche weitere Kriminalfilme nach ähnlichem Muster. Auch der schweizerische Filmproduzent Erwin C. Dietrich, der seit 1962 überwiegend in Deutschland arbeitete, hatte mit Die Nylonschlinge bereits ein solches Werk in die Kinos gebracht.

### Produktion
Ende 1965, als viele erfolgreiche Kriminalfilmserien wie die Doktor-Mabuse- oder die Bryan-Edgar-Wallace-Filme bereits eingestellt waren, fanden die Dreharbeiten zu dem Film Der Würger vom Tower statt. Obwohl es sich offiziell um eine deutsche Filmproduktion der Urania-Film in West-Berlin handelte, entstanden in Zusammenarbeit mit der in Zürich ansässigen Afiba-Film AG viele Außenaufnahmen in der Schweiz. So ist das Schloss Hilfikon im Kanton Aargau als Anwesen von Sir Humphry zu sehen. Außerdem enthält der Film zahlreiche London-Aufnahmen, in denen jedoch keine Darsteller mitwirkten.
Für das Szenenbild war der Filmarchitekt Nino Borghi verantwortlich. Der Darsteller Rainer Bertram fungierte auch als Regieassistent. Ady Berber ist hier in einer seiner letzten Filmrollen zu sehen. Er verstarb ein halbes Jahr vor dem Kinostart des Films.
Einige Darsteller waren bei der Synchronisation des Films nicht beteiligt, so dass sie im Film mit anderen Stimmen zu hören sind:
- Hans Reiser, Sprecher: Arnold Marquis
- Inigo Gallo, Sprecher: Erich Fiedler
- Gerhard Geisler, Sprecher: Eduard Wandrey

## Rezeption
Die FSK gab den Film am 1. März 1966 ab 16 Jahren frei. Am 2. Juni 1966 startete er in den bundesdeutschen Kinos. Der Film wurde vom Pallas-Filmverleih vertrieben. Laut Internet Movie Database lief der Film in Österreich auch mit dem Titel Großalarm bei Scotland Yard.

### Kritiken
„Verworrener und spannungsarmer Krimi auf den Spuren der Edgar-Wallace-Serie.“

„Ein billiger, auf gar keinen Fall empfehlenswerter deutscher Krimi.“